# 朱伊特 (明尼蘇達州)
朱伊特（英語：Jewett）是位於美國明尼蘇達州艾特金縣的一個未組織地區。

## 地方資料
朱伊特的面積為91.60平方千米，當中陸地面積為91.40平方千米，而水域面積為0.20平方千米。根據2020年美國人口普查的數據，當地共有人口44人，而人口密度為每平方千米0.48人。